# 明仁街道 (通辽市)
明仁街道，是中华人民共和国内蒙古自治区通辽市科尔沁区下辖的一个乡镇级行政单位。

## 行政区划
明仁街道下辖以下地区：
露天社区、交通门社区和新建社区。